# خووروشچیانه
خووروشچیانه (به لهستانی:  Chworościany) یک روستا در لهستان است که در گمینا نوو دوور واقع شده‌است.